# Жінки в хрестових походах

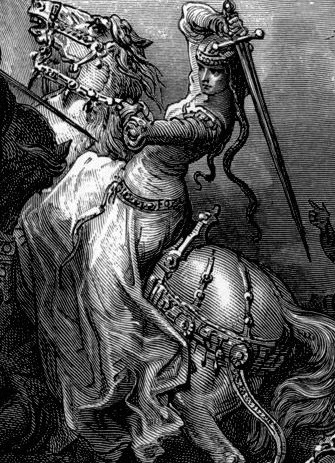
Портрет Флоріни Бургундської.

Жінки в хрестових походах — участь жінок, переважно вищих станів, у хрестових походах, включаючи битви в походах за Святу Землю, починаючи з перших хрестових походів (з 1096 по 1131 рік). Жінки залишили помітний слід в історії держав хрестоносців.
У період хрестових походів деякі жінки як регентки керували маєтками своїх чоловіків-хрестоносців. Проте багато інших жинок вирушали з хрестоносцями, брали участь у походах і в битвах. Знатні жінки часто брали активну участь у військових діях, оскільки їхнє виховання з дитинства включало здобуття навичок верхової їзди та основ бойового мистецтва.
Простолюдинки також були присутні протягом усього хрестового походу, виконуючи такі завдання, як видалення вошей з голів солдатів та / або прання одягу. Насправді прання вважалося єдиною діяльністю, дозволеною жінкам під час Першого хрестового походу, що було схвалено католицькою церквою. При цьому особливу увагу звертали на те, щоб жінки, залучені до походів, не були надто привабливими, через побоювання, що присутність жінок може спровокувати воїнів. Проте ця вимога часто у хрестових походах ігнорувалась. Кожного разу, коли армія вирушала в похід, до неї приєднувалися жінки в ролі служниць або повій. Попри їх внесок у побут і підтримку війська, вони не залишилися серед переможців. Натомість у разі поразки жінки часто ставали об'єктом звинувачення. Це було пов’язано з вірою в те, що солдати, які залишили свої домівки заради високої мети, повинні зберігати чистоту помислів і вчинків, а стосунки у війську суперечили цьому ідеалу. Крім традиційних жіночих ролей, таких як прання, жінки часто виконували роль черниць, супроводжуючи релігійних лідерів у їхніх подорожах, а деякі жінки брали участь у боях проти мусульман.
Західні хроніки, як правило, відводили жінкам-хрестоносицям лише другорядну роль, зосереджуючись на досягненнях чоловіків. Натомість мусульманські джерела часто надавали жінкам-християнкам образ агресивних та жорстоких воячок. Така тенденція була частиною широкої пропагандистської кампанії, спрямованої на дискредитацію християнського світу та виправдання боротьби проти нього. Особливо яскраво це проявилося у згадках про пізніші хрестові походи, де серед жінок-хрестоносиць були навіть представниці Близького Сходу, включно з мусульманками, які, за свідченнями мусульманських хроніків, воювали проти своїх співвірян.

## Історичні свідчення

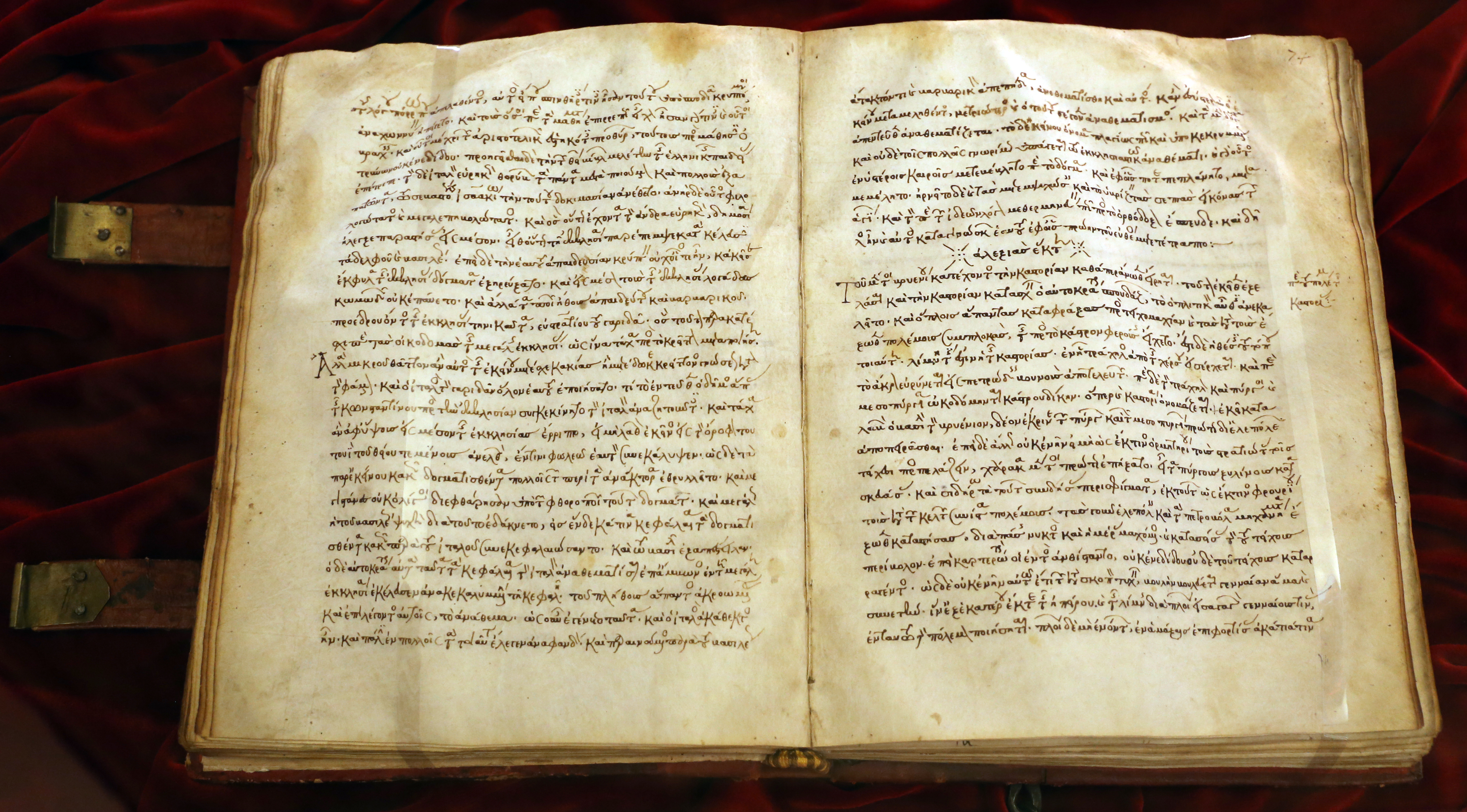
Анна Комніна «Олексіада».

Анна Комніна, дочка візантійського імператора Олексія I Комніна, зробила значний вяесок у вивчення історії Першого хрестового походу, написавши «Олексіаду». Її праця, що відображає погляд на події з візантійської точки зору, була завершена нею в монастирі, куди її було заслано.

Попри відсутність детальних описів у творах Фульхерія Шартрського, капелана Балдуїна I Єрусалимського, можна припустити, що жінки, які брали участь у хрестових походах, зіштовхнулися з низкою викликів, пов'язаних із сексизмом, релігійними упередженнями та суворими умовами життя в таборі. Дослідження цих хроністів щодо ролі жінок у хрестовому війську наводять наступну тезу:
Тоді франки, знову порадившись, вигнали жінок з війська, як одружених, так і неодружених, щоб, можливо, осквернені розпусним життям не завдали неприємностей Господу. Потім ці жінки шукали собі притулку в сусідніх містах.
Фульхерій Шартрський зазначає, що масова істерія оточувала священні пошуки хрестових походів, демонструючи віру в те, що навіть гуска, очолювана монахинею, була благословенна Святим Духом і приведе їх до Єрусалиму.

## Черниці Першого хрестового походу
Попри поширені уявлення про масовий рух черниць до Святої Землі під час хрестових походів, історичні джерела надають обмежену інформацію про їхню участь. З Першого хрестового походу відомо лише про трьох монахинь, причому ім'я лише однієї з них вдалося встановити.
- Історія Аноніми з Камбре та її сектантів, які слідували за графом Еміко із Флонхейму, є свідченням неймовірної сили релігійного фанатизму.[10] Ця група вірила, що звичайна гуска, яку очолювала Аноніма, була наділена Святим Духом і могла вказати їм шлях до Святої Землі.[11] Вірячи в це, люди дозволили птаху керувати їхніми мандрами. Після загибелі гуски секта зникла так само раптово, як і з'явилася. Ці події описали Фулшер Шартрезський та Альберт Аахенський, а Гійом із Ногента навіть висловив припущення, що гуску могли з’їсти після її смерті.[12]
- Під час Першого хрестового походу, в битві при Сіветоті, що стала катастрофою для війська Петра Пустельника, серед полонених опинилася Аноніма, черниця з монастиря Санта-Марія-де-Уерта в Трірі. Цей епізод свідчить про жорстокість хрестових походів та їхні несподівані наслідки. Звільнившись у 1097 році, Аноніма здійснила несподіваний вчинок, приєднавшись до своїх колишніх ворогів.
- Америка, черниця з монастиря в Алтеї, вражена закликами папи Урбана II до хрестового походу, звернулася до свого єпископа з проханням благословити її благородну місію. Вона прагнула заснувати госпіс у Святій Землі, щоб надавати медичну допомогу та притулок бідним паломникам та хрестоносцям. Цей вчинок свідчить про те, що хрестові походи мобілізували не лише воїнів, а й простих людей.

## Дружини перших хрестоносців
Історія Хрестових походів зазвичай асоціюється з чоловіками, проте дослідження Райлі-Сміта розкривають несподівані факти про участь жінок у цих подіях. Згідно з його даними, щонайменше вісім жінок супроводжували своїх чоловіків у Святу Землю і навіть брали участь у бойових діях. Зокрема, відомо про жінку, яка билася в 1107 році під проводом Боемунда Антіохійського. Наведений факт кидає виклик традиційним уявленням про роль жінок у середньовічних війнах.
- Годехільда,[13] донька впливового сеньйора Рауля II Тосни, відіграла значну роль у перших Хрестових походах. Супроводжуючи свого чоловіка, короля Балдуїна I Єрусалимського, вона не лише демонструвала відданість справі, а й забезпечувала фінансову підтримку з родових земель. Однак її рання смерть у Кахраманмараші стала важким ударом для короля. Згодом Балдуїн уклав кілька шлюбів, прагнучи зміцнити свої позиції на Сході, зокрема з вірменкою Ардою та Аделаїдою дель Васто.
- Хадвіга,[14] донька графа Арнольда I з Шині, відмовилася підкоритися забороні батька брати участь у Хрестовому поході. Разом зі своїм чоловіком Додо з Конів, одним із найближчих соратників Годфріда Буйонського, вона вирушила в Святу Землю. Після успішного повернення з подорожі Хадвіга та Додо стали визнаними героями, а їхня історія надихала багатьох інших.Портрет Ельвіри Леон-Кастильської

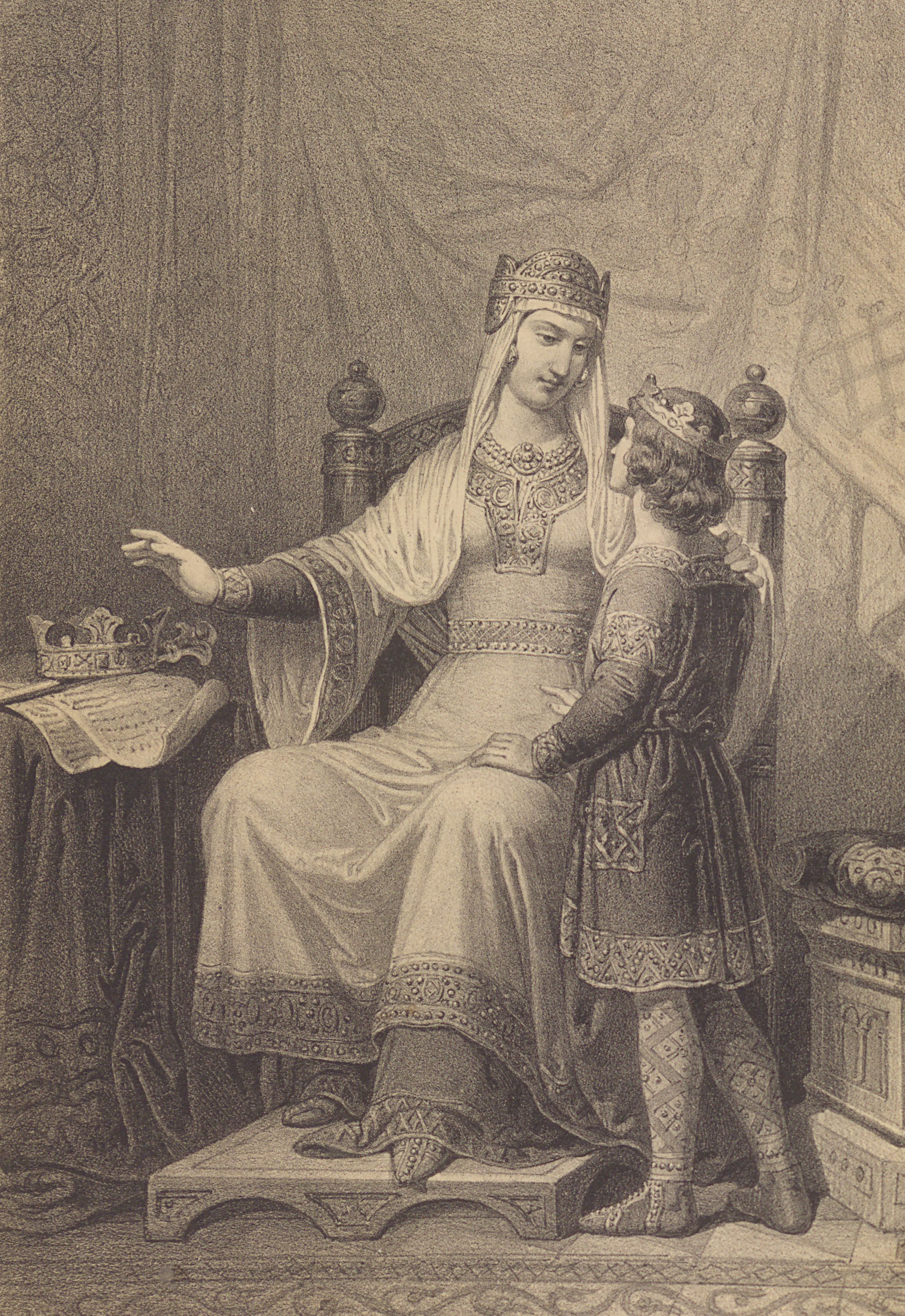
Портрет Ельвіри Леон-Кастильської

- Ельвіра Леон-Кастильська,[15] незаконнонароджена дочка короля Леона і Кастилії Альфонсо VI, вагітною подорожувала зі своїм чоловіком Раймондом IV Сен-Жилем, графом Тулузи. Після того, як під час облоги Тріполі в 1106 році її чоловік був убитий, вона народила сина Альфонсо Журдена, пізніше графа Тулузи, а потім повернулася додому в Кастилію. Там вона взяла шлюб з Фернандо Фернандесом де Карріоною і народила ще трьох дітей.
- Емма Герефордська, шляхетна дама з Англії, разом зі своїм чоловіком, бретонським лідером Ральфом I Гаельським, взяла участь у Першому Хрестовому поході. Вони слідували спочатку за Робертом II Куртгезом , а потім приєдналися до армії Боемунда I Антіохійського. Емма була двоюрідною сестрою Годехільди, дружини Балдуїна Єрусалимського, що робило їхню подорож ще більш сімейною справою.  Ні Емма, ні Ральф не дійшли до Святої Землі і померли під час походу.
- Флоріна Бургундська, як і багато інших жінок того часу, супроводжувала свого чоловіка Свена в небезпечному Першому хрестовому поході, демонструючи рішучість і відданість спільній справі.
- Юмберга з Ле-Пюізе,[16][17] сестра відомого хрестоносця Еверарда III Ле-Пюїзе, віконта Шартрського, вирушила в Перший хрестовий похід разом зі своїм чоловіком, Вало II з Шомон-ан-Вексена. Ця шляхетна дама, що походила з впливового роду, була пов'язана родинними узами з багатьма знатними особами свого часу. Чоловік загинув під час облоги Антіохії в 1098 році.[18] Доля Юмберги після цього лишається невідомою. Їхній син, Дрого, також залишив свій слід в історії Першого хрестового походу.
- Едіт де Варенн, донька впливового англійського барона Вільяма де Варенна, 1-го графа Суррея, продемонструвала неабияку відвагу, супроводжуючи свого чоловіка Жерара Гурне-ан-Бре в Першому хрестовому поході. Вона брала участь у походах обох армій – Г’ю Великого та Роберта II Куртгеза, що свідчить про її рішучість та відданість справі. Їхній син, Гуго II, взяв участь у Другому хрестовому поході.
- Мейбл з Русі, яка супроводжувала свого чоловіка Гуго I Яффського до Святої Землі.
- Гелі Бургундська, дружина Бертрана Тулузького, супроводжувала його в подорожі до Тріполі, де він мав намір здобути титул графа.
- Аноніма з Лева, дочка Оделіни з Ле-Пюізе та Жослена з Лева, а також двоюрідна сестра відомого хрестоносця Гумберга з Ле-Пюізе, відважилася на небезпечну подорож у Святу Землю, супроводжуючи свого чоловіка Ральфа Рудого з Пон-Ешанфра.[19] Ральф, лицар, відданий батькові Боемонда Роберту Гвіскару, брав участь у Хрестовому поході Боемунда з Антіохії-Таранто в 1107-1108 роках. Її життя чоловік загинув під час катастрофи Білого корабля в 1120 році.
- Доля Емеліни, яка вирушила в хрестовий похід з чоловіком, Фульшером Буйонським, обернулася трагедією. Потрапивши в полон під час облоги Антіохії, вона втратила не лише чоловіка, але й свободу, ставши дружиною мусульманського найманця.[20]
- Корба Ториньська, дружина Жоффруа Буреля, лорда Амбуазу, брала участь у хрестовому поході 1101 року. Корба була захоплена мусульманами, і її подальша доля невідома.[21]

## Войовниці хрестових походів
Участь жінок у Хрестових походах мала далекосяжні наслідки. З одного боку, вона демонструвала зміни в ролі жінки в середньовічному суспільстві, з іншого – підкреслювала жорстокість і трагічність цих воєн. Прикладом може слугувати доля Алієнори Аквітанської, яка, попри свій високий статус, зазнала багатьох випробувань.
- Флоріна Бургундська,[22] принцеса-воїн, взяла участь у Першому хрестовому поході разом зі своїм чоловіком Свеном Хрестоносцем, принцом Данії. Вона була дочкою герцога Еда I Бургундського та Сібілли, далекого предка Марії-Антуанетти. Свен, у свою чергу, був одним із численних дітей короля Данії Свейна II, народжених від різних наложниць. На чолі загону з 1500 кіннотників Флоріна та Свен просувалися рівнинами Каппадокії. Однак їхня армія потрапила в засідку мусульманських військ, що значно переважали за чисельністю. У жорстокій битві загинули і подружжя, і більшість їхніх воїнів.
- Іда Австрійська,[23] вдова маркграфа Австрії Леопольда II, продемонструвала неабияку відвагу, очоливши власну армію під час Хрестового походу 1101 року. Її похід закінчився трагічно: біля Гераклеї Кібістри вона потрапила в засідку, організовану сельджуцьким султаном Килич-Арсланом I. Остаточної інформації про її подальшу доль немає. Де які джерела свідчвть, що Іда загинула в битві, за іншими – була відправлена до гарему султана.

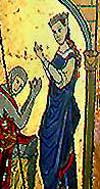
Портрет Мелісенди Єрусалимської

- Портрет Мелісенди ЄрусалимськоїСесілія Ле Бурк, сестра короля Єрусалима Балдуїна II, була тісно пов'язана з історією хрестоносних держав. Одружена з принцом-регентом Антіохії Роджером Салернським, вона взяла активну участь в обороні цього міста під час нападу мусульман у 1119 році. ЇЇ чоловік загинув.
- Мелісенда, королева Єрусалиму,[24] дочка Балдуїна II Єрусалимського. Мелісенда, правителька Єрусалиму після смерті свого батька, послала армію на допомогу Едеському графтву хрестоносців, яке було в облозі і зрештою впало. Її благання до папи Євгенія III про допомогу призвели до катастрофічного Другого хрестового походу.
- Ерменгарда Анжуйська, розлучена дружина Вільгельма IX Аквітанського та дочка Фулька IV Анжуйського, який пішов у хрестовий похід після 1118 року.
- Елеонора Аквітанська,[24] королева франків, супроводжувала свого чоловіка Людовика VII у Другому хрестовому поході, як лідерка солдатів герцогства Аквітанія, до складу якого входили деякі з її королівських дам. Хрестовий похід мало чого досяг, і розбіжності щодо стратегії між королем і королевою зрештою призвели до анулювання їх шлюбу. У її наступному шлюбі з королем Англії Генріхом II народила сина Річарда Левове Серце. Ставши королем, він очолив англійський контингент у Третьому хрестовому поході, а Елеонора була регенткою у його відсутність.
- Маргарет Беверлі, англійська простолюдинка, брала участь в облозі Єрусалиму в 1187 році.[25]

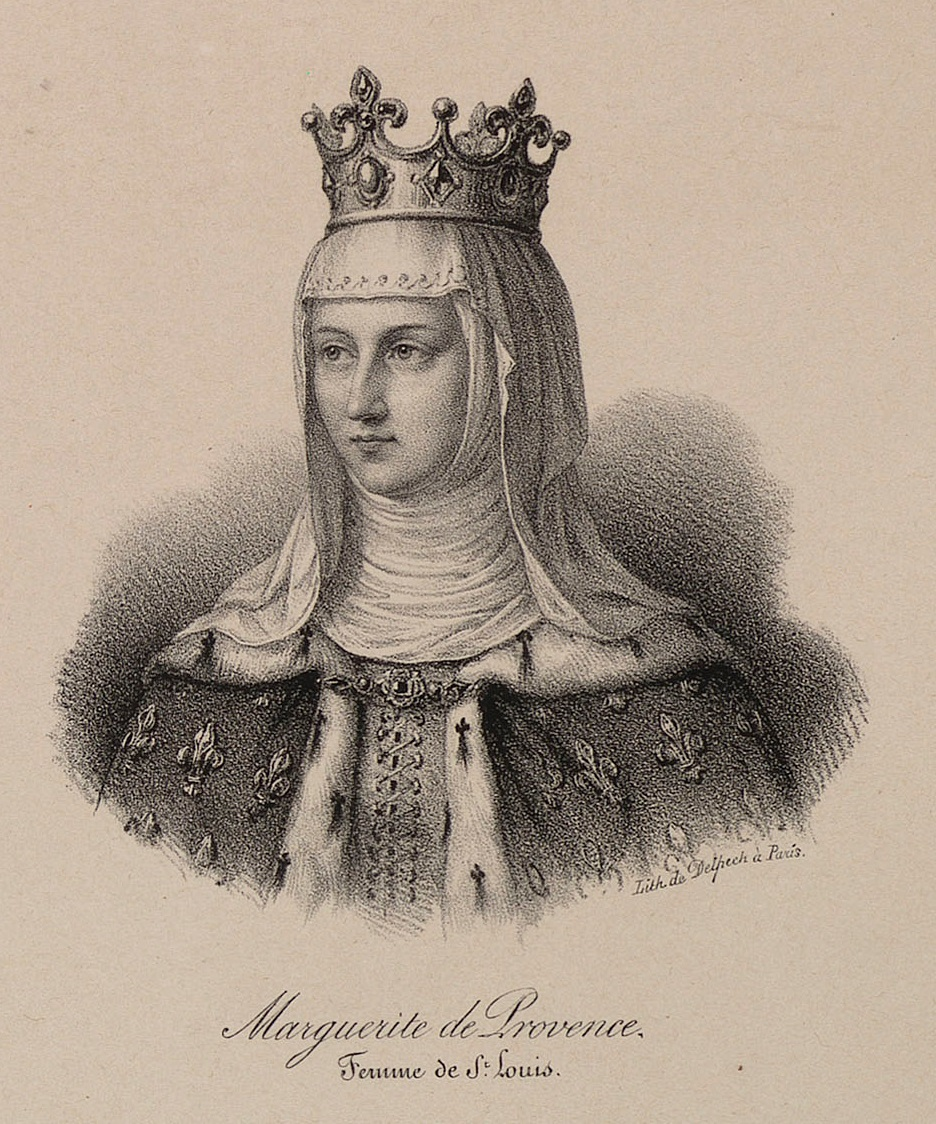
Портрет Маргарити Прованської

- Портрет Маргарити ПрованськоїШаджар ед Дурр,[26] дружина султана Єгипту Ас-Саліха Айюба. Коли її чоловік захворів, вона взяла на себе управління країною і успішно відбила напад хрестоносців, очолюваних королем Франції Людовиком IX. Після смерті свого чоловіка армія підтримала її в тому, щоб вона стала першою жінкою-султанкою. Її самостійне правління, однак, не сподобалася впливовим людям, і її змусили передати владу одному з її генералів. Навіть взявши шлюб з новим султаном, Шаджар почувалася незахищеною і зрештою загинула від рук його слуг.
- Маргарита Прованська,[27] королева Франції, супроводжувала свого чоловіка Людовіка IX і сестру Беатріс у Сьомому хрестовому поході. Після захоплення чоловіка вела переговори про його звільнення і фактично була єдиною жінкою, яка коли-небудь очолила хрестовий похід, хоча й ненадовго. Її хоробрість і рішучість були записані її сучасником Жаном де Жуанвілем.

## Інші жінки хрестових походів
Роль жінок у хрестових походах, часто є неоціненою та досить значною, як це детально описано в третьому томі «Історії хрестових походів» Рансімена. Ось список жінок, які безпосередньо брали участь у цих подіях.

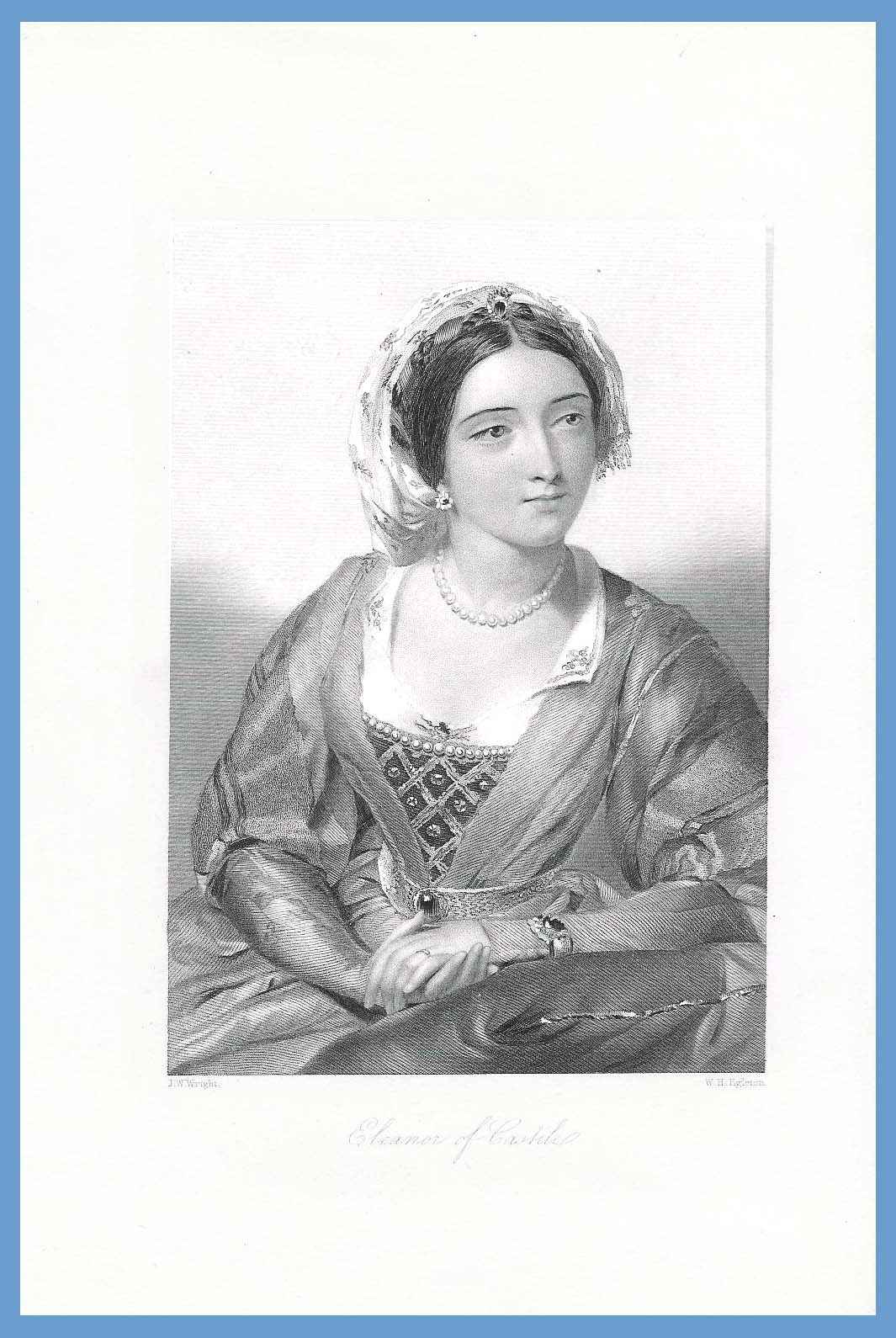
Портрет Елеонори Кастильської

- Ізабелла I, королева Єрусалиму брала участь у Трейтьому хрестовому поході.
- Євдокія Ангеліна, дружина сербського князя Стефана II, а пізніше коханка візантійського імператора Олексія V Дуки. Разом з ним втекла з Константинополя під час Четвертого хрестового походу.
- Єфросинія Дукейна Каматирена, дружина імператора Олексія III Ангела, залишилася в Константинополі, а чоловік утік під час Четвертого хрестового походу.
- Маргарита Угорська, дочка угорського короля Бели III, спочатку одружена з імператором Ісааком II Ангелом, а потім з Боніфацієм Монферратським, лідером Четвертого хрестового походу.
- Марія Антіохійська була леді Торона, головного замку хрестоносців у Лівані, коли наприкінці Шостого хрестового походу землі, захоплені Саладіном, були повернуті Вірменії.
- Елеонора Кастильська супроводжувала свого чоловіка Едуарда I Короля Англії у Восьмому хрестовому поході та народила доньку Жанну Аккську у Святій Землі.
- Ізабелла Арагонська, королева Франції, супроводжувала свого чоловіка Філіпа III  у Восьмому хрестовому поході.
- Аліса Єрусалимська, принцеса Антіохії.
- Констанція Антіохійська, принцеса Антіохії.
- Люсія Триполітанська, остання графиня Триполі.

## Регентки маєтків хрестоносців
Поки чоловіки-хрестоносці гинули в безперервних боях, жінки в тилу отримували несподівану свободу. Вони ставали регентками своїх маєтків, виховували дітей і керували справами. Вдівство надало жінкам безпрецедентну самостійність, дозволивши їм брати участь у судових процесах, торгових угодах і навіть у військових справах, що суперечило традиційним європейським уявленням про жіночу роль. Зростання їхньої власності та впливу зробило жінок ключовими фігурами у франкському Леванті, що забезпечило стабільність у неспокійні часи.
Для жінок у франкському Леванті шлюб був не просто обрядом, а й інструментом соціального підйому та збагачення. Одружившись, жінка отримувала статус свого чоловіка і могла успадкувати значні маєтки після його смерті. Наприклад, Агнес де Куртене завдяки кільком шлюбам стала однією з найвпливовіших жінок у Єрусалимському королівстві. Така практика призвела до того, що багаті вдови стали бажаними нареченими, а їхні маєтки – об'єктом бажання багатьох європейських шляхтичів. За законами того часу вдови отримували значну частину майна своїх померлих чоловіків, що робило їх ще більш привабливими для потенційних наречених.
Така система мала значний вплив на розвиток як Франкського Леванту, так і Європи. У  цей час в Європі широко практикувалося первородство, що сприяло спадкуванню землі старшим синами і, як наслідок, більшій стабільності феодальних структур. Посаг при укладенні шлюбів часто складався з грошових коштів, що дозволяло зберегти земельні володіння в межах родини. На відміну від цього, закордоні землі часто поверталися до корони після смерті або загибелі феодала, що обмежувало можливості для створення династій і посилювало королівську владу.
Ось неповний перелік жінок, які очолювали родинні маєтки за відсутності своїх чоловіків, що вирушили у Святу землю.
- Ерменгарда Анжуйська, донька Фулька IV Анжуйського, дружина Алана IV Бретонського. Під час Першого хрестового походу стала регенткою Бретані, а можливо, супроводжувала чоловіка в Палестину під час Другого хрестового походу.
- Арда Вірменська, 2-га дружина Балдуїна I Єрусалимського після смерті Годехільди і перша королева Єрусалимського королівства. Це був політично зручний шлюб, який дозволив Болдуїну стати першим графом Едеси.
- Аделаїда дель Васто, третя дружина Балдуїна I Єрусалимського, вступила в шлюб, коли він ще був одружений з Ардою. Її син, Рожер II Сицилійський, образившись на держави хрестоносців через образу своєї матері, відмовився підтримати Другий хрестовий похід.
- Морфія Мелітенська, дружина Балдуїна II, короля Єрусалиму. Матір Мелісенди, королеви Єрусалиму.
- Клементія Бургундська, дружина Роберта II, графа Фландрії, яка сформувала армію для Першого хрестового походу.
- Іда Левенська, сестра Годфруа Буйонського, була одружена з Балдуїном II. Після зникнення чоловіка під час Першого хрестового походу, вона організувала пошуки, але так і не змогла його знайти.

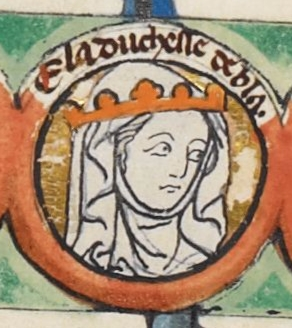
Адела Нормандська

- Адела НормандськаКонстанція Французька, донька короля Філіпа I, спочатку була видана в шлюб із Гуго I, графом Шампані. Однак цей шлюб було анульовано через родинні зв'язки. Згодом вона стала дружиною Боемунда I Антіохійського. Разом вони переїхали до Апулії, де вона народила сина Боемунда II. Після смерті чоловіка Констанція очолила регентство при малолітньому синові. Однак, потрапивши в полон до князя Барі, вона була змушена відмовитися від влади. Констанція померла у 1125 році, залишивши після себе значний слід в історії Антіохії.
- Адела Нормандська, донька Вільгельма Завойовника, була одружена зі Етьєном II, графом Блуа. Після смерті Етьєна під час Малого хрестового походу у 1102 році Адела взяла на себе управління його маєтками як регентка. При її дворі служила Констанція Французька. Серед дітей Адели та Етьєна був майбутній король Англії Стефан I.
- Естефанія була дочкою Рамона Беренгера III, графа Барселони, та тіткою Констанції, королеви Франції. Вона була одружена з Центулем II, графом Бігоррським. Хоча його успіхи в Першому хрестовому поході були незначними, вони мали важливе значення для ослаблення феодальних зв'язків з Францією.
- Адель Марі та Сибілла Шато-Порсьєн були дружинами скандально відомого Енгеррана I, лорда Кусі. Адель Марі була онукою Жільбера, графа Русі. Енгерран звинуватив Адель у подружній зраді й зрікся її за підтримки Елінанда, єпископа Лаонського. Після цього він викрав Сибіллу, яка в той час була дружиною Годфрі I, графа Намюра. На момент викрадення Сибілла була вагітна від Енгеррана і народила доньку Агнес де Кусі. Сибілла також була прабабусею Роберта де Туротта, єпископа Лангра і Льєжа. Енгерран і його син від Адель, Томас, були запеклими ворогами та суперниками. Обидва взяли участь у Першому хрестовому поході. Після смерті Енгеррана Томас успадкував титул лорда Кусі.
- Марія Шотландська, донька короля Шотландії Малкольма III, була дружена з Євстахієм III, графом Булонським, який був братом Годфруа Буйонського. Євстахій прославився як хрестоносець і повернувся з походів неушкодженим до своїх володінь. Їхня донька Матильда стала королевою Англії, взявши шлюб зі Стефаном Англійським.
- Талеса Арагонська була дочкою Санчо Раміреса, графа Рібагорсі, і онукою Раміро I, першого короля Арагону. Вона взяла шлюб з Гастоном IV, віконтом Беарнським. Після смерті Гастона в 1131 році Талеса виконувала обов'язки регентки від імені чоловіка, а згодом — від імені їхнього сина, Центулія VI. Їхні нащадки, Гастон VI і Гастон VII, взяли участь у наступних хрестових походах.
- Годієрна, дочка Гуго I, графа Ретеля, була одружена з Ерібрандом III, лордом Х'єргеса. Під час його участі в Першому хрестовому поході вона виконувала обов’язки регентки його маєтків. Її брат, Балдуїн II, став королем Єрусалиму. Після смерті Ерібранда Годієрна вдруге взяла шлюб з Роджером Салернськимо.
- Аделаїда, графиня Вермандуа, була дочкою Герберта IV, графа Вермандуа, і Аделі Валуа. Вона взяла шлюб з Гуго Великимо, відомим хрестоносцем, який отримав титул графа Вермандуа через шлюб із Аделаїдою. Гуго брав участь у Першому хрестовому поході, а пізніше — у Малому хрестовому поході 1101 року. Під час цього походу він був поранений мусульманами і помер у жовтні того ж року. Аделаїда була останньою представницею династії Каролінгів.
- Хільдегарда, дочка Емері IV Туарського, вірного соратника Вільгельма Завойовника, була дружиною Гуго VI на прізвисько «Діявол» з роду Лузінянів. Гуго разом зі своїми братами взяв участь у Першому хрестовому поході. Серед супутників були Раймонд IV, граф Тулузи, один із лідерів хрестового походу, та Беренгер Рамон II, граф Барселони.
- Гертруда де Лувен, дочка Генріха III, графа Лувена, і Гертруди Фландрської, герцогини Лотарінгії, була дружиною Ламберта, графа Монтейгу. Ламберт відіграв важливу роль у Першому хрестовому поході, у якому також брали участь його батько Конан і брат Гозело.
- Маргарита Клермонська, дочка Рено II, графа Клермон-ан-Бовезі, який брав участь у хрестовому поході під проводом Гуго Великого, була одружена з Карлом Добрим, графом Фландрії. Карл, будучи хрестоносцем, отримав пропозицію зайняти трон Єрусалиму, але відмовився. Згодом він трагічно загинув у Брюгге, Бельгія, коли був убитий суперниками-лицарями під час молитви.